# 德國大都市區

德國的大都市區

德國大都市區（德语：Metropolregionen in Deutschland；英语：Metropolitan regions in Germany）共有十一個，它們包含了德國人口最密集的城市及其附屬區域。它們是德國的政治、文化、經濟中心。
根據通常用於確定特定城市的大都市地位的的狹窄定義，德國僅有四個城市在其行政邊界內超過了一百萬居民，它們分別是柏林、漢堡、慕尼黑和科隆。

## 列表

#### 城市州
1. 柏林/勃蘭登堡大都市區
2. 漢堡大都市區
3. 不萊梅/歐登堡大都市區

#### 南德
1. 慕尼黑大都市區（巴伐利亚州南部）
2. 紐倫堡大都市區（巴伐利亚州北部）
3. 斯圖加特大都市區（巴登—符腾堡州）

#### 西德
1. 漢諾威-布倫瑞克-哥廷根-沃爾夫斯堡大都市區（下萨克森州）
2. 萊茵-美因大都市區（法兰克福等）
3. 萊茵-魯爾大都市區（北威州）
4. 萊茵-內卡大都市區

#### 东德
1. 萨克森三角城市群

## 五大區域
有五個大型區域常被稱謂“五巨頭”，它們用於與歐洲其他都會區在投資、市場方面進行比較。這五分別是
- 柏林
- 漢堡
- 慕尼黑
- 萊茵-魯爾(科隆等)
- 莱茵-美因城市群(法蘭克福)

其中法蘭克福在全球化與世界城市研究（GaWC）中被評為α級城市，其他則為β級城市。
- 漢堡
- 柏林
- 萊茵-魯爾
- 法蘭克福
- 慕尼黑